# Belomarinaïta
La belomarinaïta és un mineral de la classe dels sulfats. Rep el nom en honor de Marina Guennadievna Beloussova (n. 1960), vulcanòloga russa, per les seves importants contribucions al seguiment de l'erupció de la fissura del Tolbàtxik.

## Característiques
La belomarinaïta és un sulfat de fórmula química KNa(SO₄). Va ser aprovada com a espècie vàlida per l'Associació Mineralògica Internacional l'any 2018, sent publicada per primera vegada el 2019. Cristal·litza en el sistema trigonal. La seva duresa a l'escala de Mohs es troba entre 2 i 3.
L'exemplar que va servir per a determinar l'espècie, el que es coneix com a material tipus, es troba conservat a les col·leccions del museu mineralògic de la Universitat Estatal de Sant Petersburg (Rússia), amb el número de catàleg: 1/19678.

## Formació i jaciments
Va ser descoberta al camp de lava de Toludskoe, a la fissura de l'erupció de 2012-2013 del Plosky Tolbàtxik, al volcà Tolbàtxik (Krai de Kamtxatka, Rússia). També ha estat descrita a la fumarola Arsenàtnaia, a la Gran erupció fissural del Tolbàtxik. Aquests dos indrets, tots dos dins el mateix volcà, són els únics de tot el planeta on ha estat descrita aquesta espècie mineral.